# Eodicynodon
Eodicynodon é uma espécie de um pequeno e primitivo dicynodonte, o único representante da família Eodicynodontidae. Ele viveu no final do Permiano Médio no que é hoje a África do Sul. Várias características do esqueleto pode ser distinguido de outros representantes Dicynodontia.

## Descrição
Eodicynodon foi relativamente um pequeno dicynodonte (chegou a 45 cm de comprimento e altura de 15 cm até no ombro). Janela temporal, muito longa e grande. A mandíbula superior possui um bico de queratina. Dentes, exceto as presas, desapareceram. Foi encontrado um fóssil em seu maxilar esquerdo que tinha duas presas, mas esse recurso tem sido reconhecido como uma anomalia.